# 内布拉
温斯特鲁特河畔内布拉（德語：Nebra (Unstrut)），简称内布拉（德語：Nebra，發音：[ˈneːbʁa] ⓘ），是德国萨克森-安哈尔特州布尔根兰县的城市，面积25.42平方千米，2023年12月31日人口为3,067人。